# کارلیک (شهود)
کارلیک (به ترکی استانبولی: Karlık) یک منطقهٔ مسکونی در ترکیه است که در شهود (شهر) واقع شده‌است. کارلیک ۱۴۶ نفر جمعیت دارد.